# (4620) Bickley
Pour les articles homonymes, voir Bickley.
(4620) Bickley est un astéroïde de la ceinture principale.

## Description
(4620) Bickley est un astéroïde de la ceinture principale. Il fut découvert le 28 juillet 1978 à Bickley par l'Observatoire de Perth. Il présente une orbite caractérisée par un demi-grand axe de 2,30 UA, une excentricité de 0,22 et une inclinaison de 4,5° par rapport à l'écliptique.

## Compléments